# 杉山しずか
杉山 しずか（すぎやま しずか、1987年2月11日 - ）は、日本の女性総合格闘家。アメリカ合衆国ニューヨーク州ニューヨーク出身。リバーサルジム新宿Me,We所属。元フライ級クィーン・オブ・パンクラシスト。東海大学体育学部卒業。夫は中村K太郎。

## 来歴
東海大学1年時に空手道禅道会に入門。2007年11月4日、空手道禅道会「ジャパンオープン2007 バーリトゥードアクセス リアルファイティング空手道選手権大会」一般女子の部に出場。決勝で石岡沙織に敗れ準優勝。
2008年10月5日、リアルファイティング空手道選手権大会・女子57kg以下級に出場。決勝で伊藤めぐみに敗れ準優勝となった。

### JEWELS
11月16日、大学在籍時にJEWELS 1st RINGでプロデビュー。HARUMIと対戦し、チョークスリーパーで一本勝ちを収めた。
2009年7月11日、JEWELS 4th RINGでHARIと対戦し、3-0の判定勝ち。8月23日、シュートボクシング「Girls S-cup 2009」で坂本ひとみと対戦し、3-0の判定勝ち。総合格闘技5連勝となった。9月13日、JEWELS 5th RINGのROUGH STONE GP 2009 -60kg級 1回戦でアレクサンドラ・サンチェスと対戦し、0-3の判定負けを喫しプロ初黒星となった。10月4日、リアルファイティング空手道選手権大会・女子57kg以下級に出場。北村裕子に判定勝ちし、優勝を果たした。12月11日、JEWELS 6th RINGで龍生塾所属のシュートボクサー尾関煌と対戦し、3-0の判定勝ちを収めた。12月14日に放送されたSMAP×SMAPのコーナー「THE 名刺ゲーム」に出演。バット折りを披露。20日には、「ジュエルス1周年記念パーティ&表彰式」において敢闘賞を受賞。
2010年3月19日、JEWELS 7th RINGで森藤美樹と対戦し、0-3の判定負けを喫した。7月31日、JEWELS 9th RINGでエスイとシュートボクシングルールで対戦予定であったが、肩鎖関節脱臼および鎖骨剥離骨折により欠場となった。8月29日のGirls S-cup 2010でもワンマッチに出場予定であったが、出場できなかった。10月3日、復帰戦となったリアルファイティング空手道選手権大会・女子57kg以下級に出場。決勝で有賀美由紀に優勢勝ちを収め、2年連続の優勝を果たした。12月17日、JEWELS 11th RINGでエスイと対戦。1Rにパンチ連打で2度のダウンを奪われると、2R開始直後にパンチ連打で計3度目のダウンを奪われたところでタオルが投入されTKO負けとなった。
2011年3月11日、JEWELS 12th RINGでは超弁慶との対戦が予定されており、自身の海外留学前最後の試合とされていたが東北地方太平洋沖地震の影響で中止となる。4月、語学留学および格闘技修行としてオーストラリアに留学し、滞在先のシドニーではマリオ・セルジオ・ヨコヤマ率いるGracie Oceania Marrickvilleに所属した。6月25日、「NSW BJJ STATES CHAMPIONSHIP 2011」でGi、NO-Gi共に一本勝ちで優勝する。11月18～20日にかけて行われた「Melbourne International Open IBJJF Championship 2011」で優勝。
2012年2月、滞在先ゴールドコーストでFULL METAL JIUJITSUに所属しブラジリアン柔術青帯を取得。7月21日、JEWELS 20th RINGにて帰国後初の総合の試合はパウンド有りのJEWELS特別ルールで組まれ、藪下めぐみと対戦し、2-1の判定勝ちをおさめた。9月22日、JEWELS 21st RINGにて田中百合花と対戦し2R TKO勝利をおさめた。12月15日、JEWELS 22nd RINGにてロクサン・モダフェリと対戦する予定だったが、ロクサンの首の負傷のため中止となった。
2013年3月30日、JEWELS 23rd RINGにてキム・ソンウンと対戦し、1R TKO勝利をおさめた。

### DEEP・DEEP JEWELS
2014年12月31日、DEEP DREAM IMPACT 2014 〜大晦日SPECIAL〜で元ボクシング世界3階級制覇王者のライカと対戦し、1Rに腕ひしぎ十字固めで一本勝ち。
2017年2月25日、DEEP JEWELS 15で奈部ゆかりと対戦し、2-1のスプリット判定勝ち。

### RIZIN
2017年12月29日、RIZIN初出場。RIZIN FIGHTING WORLD GRAND-PRIX 2017 2nd ROUNDにて渡辺華奈と対戦し、互角の展開だったが0-3の判定負けを喫した。
2018年7月29日、RIZIN.11で初代VALKYRIE無差別級王者・初代PANCRASEバンタム級王者の中井りんと対戦予定だったが、中井が熱中症で急性腎炎となったことで大会前日に急遽試合が中止となった。
2018年12月31日、RIZIN 平成最後のやれんのか!で渡辺華奈と再戦し、1Rに右のパンチを受けてダウンした直後に審判が割って入りTKO負けとなった。ただし、この試合のJMOC審判の試合をストップしたタイミングに関しては早すぎたという声も多くあり賛否が分かれている。

### DEEP JEWELS
2021年2月21日、DEEP 100 IMPACT～20th Anniversary～で栗山葵と対戦し、パウンドで1R TKO勝ち。
2022年3月12日、DEEP JEWELS 36のDEEP JEWELS フライ級グランプリ1回戦にてミッコ・ニルバーナと対戦し、3-2の判定勝ちを収めた。
2022年5月8日、DEEP JEWELS 37のDEEP JEWELS フライ級グランプリ 決勝戦にて中井りんと対戦し、腕ひしぎ十字固めで一本負け。トーナメント準優勝となった。
その後、自身の立ち上げたジム『UNITED GYM TOKYO』の運営などにより約2年間、試合から離れる。

### PANCRASE
2024年3月31日、約2年ぶりに復帰し、PANCRASE初出場となったPANCRASE 341にて元ボクシング世界3階級制覇王者でパンクラス女子フライ級2位のライカと対戦し、3-0の判定勝ち。パンクラス女子フライ級ランキング1位となった。
2024年7月21日、PANCRASE 346の女子フライ級タイトルマッチで王者 重田ホノカと対戦し、1Rにニンジャチョークで一本勝ち。第4代フライ級クィーン・オブ・パンクラシストとなった。
2025年3月9日、PANCRASE 352の女子フライ級タイトルマッチで渡邉史佳と対戦。1Rに右フックでKO負けを喫し、王座陥落となった。

## 人物・エピソード
- 女性ながら、ベンチプレスで100kg以上を上げる。
- 2011年10月、オーストラリアで食い逃げ犯を約1km追いかけ、ニー・オン・ザ・ベリーからのチョークで捕まえた[22]。

## 戦績

### 総合格闘技
| 総合格闘技 戦績 | 総合格闘技 戦績 | 総合格闘技 戦績 | 総合格闘技 戦績 | 総合格闘技 戦績 | 総合格闘技 戦績 | 総合格闘技 戦績 |
| --------------- | --------------- | --------------- | --------------- | --------------- | --------------- | --------------- |
| 32 試合         | (T)KO           | 一本            | 判定            | その他          | 引き分け        | 無効試合        |
| 23 勝           | 6               | 6               | 11              | 0               | 1               | 0               |
| 8 敗            | 4               | 1               | 3               | 0               | 1               | 0               |

| 勝敗 | 対戦相手                   | 試合結果                                 | 大会名                                                                  | 開催年月日     |
| ×    | 渡邉史佳                   | 1R 2:15 KO（右フック）                   | PANCRASE 352 【フライ級クィーン・オブ・パンクラス・チャンピオンシップ】 | 2025年3月9日   |
| ○    | 重田ホノカ                 | 1R 2:40 ニンジャチョーク                 | PANCRASE 346 【フライ級クィーン・オブ・パンクラス・チャンピオンシップ】 | 2024年7月21日  |
| ○    | ライカ                     | 5分3R終了 判定3-0                        | PANCRASE 341                                                            | 2024年3月31日  |
| ×    | 中井りん                   | 1R 4:53 腕ひしぎ十字固め                 | DEEP JEWELS 37 【DEEP JEWELSフライ級グランプリ 決勝】                   | 2022年5月8日   |
| ○    | ミッコ・ニルバーナ         | 5分2R終了 判定3-2                        | DEEP JEWELS 36 【DEEP JEWELSフライ級グランプリ 1回戦】                  | 2022年3月12日  |
| ○    | 栗山葵                     | 1R 2:39 TKO（パウンド）                  | DEEP 100 IMPACT～20th Anniversary～                                     | 2021年2月21日  |
| ○    | ARAMI                      | 3R 1:49 腕ひしぎ十字固め                 | DEEP JEWELS 29                                                          | 2020年7月23日  |
| ○    | 赤林檎                     | 2R 4:04 腕ひしぎ十字固め                 | DEEP JEWELS 25                                                          | 2019年9月1日   |
| ○    | ジョン・チャンミ           | 5分3R終了 判定3-0                        | DOUBLE G02                                                              | 2019年3月30日  |
| ×    | 渡辺華奈                   | 1R 0:11 KO（パンチ）                     | RIZIN 平成最後のやれんのか!                                             | 2018年12月31日 |
| ○    | 藤森祥子                   | 5分3R終了 判定3-0                        | DEEP JEWELS 20                                                          | 2018年6月9日   |
| ×    | 渡辺華奈                   | 5分3R終了 判定0-3                        | RIZIN FIGHTING WORLD GRAND-PRIX 2017 2nd ROUND                          | 2017年12月29日 |
| ○    | 空手こまち                 | 1R 4:53 腕ひしぎ十字固め                 | DEEP JEWELS17                                                           | 2017年8月26日  |
| ○    | 奈部ゆかり                 | 5分2R終了 判定2-1                        | DEEP JEWELS 15                                                          | 2017年2月25日  |
| ○    | ライカ                     | 1R 4:06 腕ひしぎ十字固め                 | DEEP DREAM IMPACT 2014 〜大晦日SPECIAL〜                                | 2014年12月31日 |
| ○    | 中倉百合花                 | 5分2R終了 判定3-0                        | DEEP JEWELS 6                                                           | 2014年11月3日  |
| ×    | 端貴代                     | 3R 4:20 TKO（パンチ）                    | DEEP JEWELS 4 【DEEP JEWELS 初代ミドル級王者決定戦】                    | 2014年5月18日  |
| ○    | 佐藤瑞穂                   | 1R 1:15 TKO（ドクターストップ）          | DEEP JEWELS 3                                                           | 2014年2月16日  |
| △    | キム・ジヨン               | 5分2R終了 判定ドロー                     | DEEP TOKYO CAGE IMPACT                                                  | 2013年11月24日 |
| ○    | 米沢知佐                   | 1R 1:16 TKO                              | DEEP TOKYO IMPACT                                                       | 2013年7月20日  |
| ○    | キム・ソンウン             | 1R 1:01 TKO                              | JEWELS 23rd RING                                                        | 2013年3月30日  |
| ○    | 田中百合花                 | 2R 1:24 TKO                              | JEWELS 21st RING                                                        | 2012年9月22日  |
| ○    | 藪下めぐみ                 | 5分2R終了 判定2-1 (パウンド有)           | JEWELS 20th RING                                                        | 2012年7月21日  |
| ×    | エスイ                     | 2R 0:13 TKO（タオル投入）                | JEWELS 11th RING                                                        | 2010年12月17日 |
| ×    | 森藤美樹                   | 5分2R終了 判定0-3                        | JEWELS 7th RING                                                         | 2010年3月19日  |
| ○    | 尾関煌                     | 5分2R終了 判定3-0                        | JEWELS 6th RING                                                         | 2009年12月11日 |
| ×    | アレクサンドラ・サンチェス | 5分2R終了 判定0-3                        | JEWELS 5th RING 【ROUGH STONE GP 2009 -60kg級 1回戦】                   | 2009年9月13日  |
| ○    | 坂本ひとみ                 | 5分2R終了 判定3-0                        | SHOOT BOXING GIRLS TOURNAMENT Girls S-cup 2009 【JEWELSマッチ】         | 2009年8月23日  |
| ○    | HARI                       | 5分2R終了 判定3-0                        | JEWELS 4th RING                                                         | 2009年7月11日  |
| ○    | セリーナ                   | 5分2R終了 判定3-0                        | JEWELS 3rd RING                                                         | 2009年5月16日  |
| ○    | SHIHO                      | 1R 2:55 TKO（3ダウン：ボディへの膝蹴り） | JEWELS 2nd RING                                                         | 2009年2月4日   |
| ○    | HARUMI                     | 1R 2:55 チョークスリーパー               | JEWELS 旗揚げ戦                                                         | 2008年11月16日 |

## グラップリング・柔術
| 勝敗 | 対戦相手                   | 試合結果                      | 大会名                                                                                      | 開催年月日    |
| ○    | 戸舘治美                   | 腕ひしぎ十字固め              | 第11回フレッシュマンズトーナメント 【BJJ 無差別級】                                         | 2012年6月2日  |
| ○    | 岩本聖理                   | 三角締め                      | 第11回フレッシュマンズトーナメント 【BJJ 無差別級】                                         | 2012年6月2日  |
| ○    | ラリサ・デイビス           | 1R 腕ひしぎ十字固め           | Lockdown3 【NO-GI 無差別級】                                                                | 2012年2月4日  |
| ×    | ヤスミン・シェリフ         | 3R チョークスリーパー         | Lockdown3 【NO-GI 無差別級】                                                                | 2012年2月4日  |
| ○    | カレン・ミッチェル・ペイン | 腕ひしぎ十字固め              | Melbourne International Open IBJJF Championship 2011 【BJJ アダルト白帯ライト級】           | 2011年8月18日 |
| ○    | クリスル・ボウデン         | 送り襟締め                    | Melbourne International Open IBJJF Championship 2011 【BJJ アダルト白帯ライト級】           | 2011年8月18日 |
| ○    | D. Fulcher                 | キムラロック                  | NSW BJJ STATES CHAMPIONSHIP 2011 【NO-GI アダルト白帯ライト級】                             | 2011年6月25日 |
| ○    | D. Fulcher                 | チョークスリーパー            | NSW BJJ STATES CHAMPIONSHIP 2011 【BJJ アダルト白帯ライト級】                               | 2011年6月25日 |
| ×    | 三浦絢女                   | ポイント0-7                   | ROLL FESTIVAL II MO-GI 2009 【NO-GI ビギナーメジオ級】                                      | 2009年3月29日 |
| ○    | 大山ななえ                 | 3:42 腕ひしぎ十字固め         | ROLL FESTIVAL II MO-GI 2009 【BJJ アダルト白帯メジオ級】                                    | 2009年3月29日 |
| ×    | 湯浅麗歌子                 | 0:43 腕ひしぎ十字固め         | ROLL FESTIVAL II MO-GI 2009 【NO-GI ビギナーメジオ級】                                      | 2009年3月29日 |
| ×    | 坂本ひとみ                 | ポイント2-2 アドバンテージ0-2 | Giグラップリング2008 【Giグラップリング2008 QUEEN TOURNAMENT ビギナー 58.0kg以下級 準決勝】 | 2008年8月31日 |

## 獲得タイトル
- 2009 リアルファイティング空手道選手権大会 57kg以下級 優勝[3]
- 2010 リアルファイティング空手道選手権大会 57kg以下級 優勝[9]

## 表彰
- ブラジリアン柔術 青帯
- JEWELS 敢闘賞（2009年）